# Казаков, Николай Алексеевич
Николай Алексеевич Казаков (14 февраля 1938, Серпухов, СССР — 15 мая 2005, Тула, Россия) — советский и российский актёр театра и кино, народный артист РСФСР (1985)

## Биография
Николай Казаков родился 14 февраля 1938 года в Серпухове Московской области. Во время войны был эвакуирован с родителями в Уфу. После окончания школы поступил в Уфимский сельскохозяйственный институт, но не окончил его. В 1957 году стал артистом Акмолинского городского театра, позже перешёл в Тульский ТЮЗ. С 1963 по 2005 годы служил в Тульском драматическом театре. За годы работы в театре им было сыграно более 100 ролей.
В 1969 году окончил ГИТИС.
Николай Казаков снялся в нескольких кинокартинах: Самохин в фильме «О чём шумит река», затем «Карьера Димы Горина», «Золото». Интересно, что его роль в кинокартине «О чём шумит река» предварила последовавшую многолетнюю работу в театре, именно с неё началась его творческая биография.
Умер 15 мая 2005 года. Похоронен на Смоленском кладбище Тулы.

## Награды
- Заслуженный артист РСФСР (3.10.1974).
- Народный артист РСФСР (2.04.1985).
- Премия «Овация» за роль Казановы в 220-м театральном сезоне.

## Театральные работы
- Освальд («Привидения» Г. Ибсена, 1968)
- Паратов («Бесприданница» А.Н. Островского 1971)
- Чешков («Человек со стороны» И. Дворецкого, 1972)
- Григорий Гай («Темп-1929» Н. Погодина, 1975)
- Андрей («Порог» А. Дударева, 1984)
- Астров («Дядя Ваня» А.П. Чехова, 1987)
- Каренин («Анна Каренина» Л.Н. Толстого, 1991)
- Генри Честерфилд («Когда лошадь теряет сознание» Ф. Саган, 1994)
- Казанова («Великий обольститель, или Последняя ночь Казановы» В. Коркия, А. Лаврина, 1996)
- Полковник Пикеринг («Пигмалион» Б. Шоу, 1999)
- Рис («Дверь в смежную комнату» А. Эйкбурна, 1999)
- Георгий Абашвили («Знатный ребёнок, или Кавказский меловой круг» Б. Брехта, 2000)
- Чернов («Вероника (Вечно живые)» В. Розова, 2004)

## Фильмография
1. 1958 — О чём шумит река — рядовой Самохин
2. 1961 — Карьера Димы Горина — член бригады Дробота
3. 1966 — Операция «Ы» и другие приключения Шурика — студент, читающий конспект на дереве при помощи бинокля (нет в титрах, новелла «Наваждение»)
4. 1969 — Золото — офицер вермахта (нет в титрах)
5. 1978 — Короли и капуста — эпизод